# Maske (Album)
Maske ist das Debütalbum des Berliner Rappers Sido. Es erschien am 26. April 2004 und wurde später zum ersten Album des Labels Aggro Berlin, das Goldstatus erreichte.

## Erfolge
Auf das Album folgte eine starke Ausweitung der medialen Präsenz des Rappers aus dem Berliner Untergrund, der durch seine Arbeit beim Royal Bunker und die Sampler Aggro Ansage 1 bis 3 schon länger bekannt war. Des Weiteren bekamen auch andere Rapper des Labels Aggro Berlin (wie Fler, Tony D u. a.), aber auch des Berliner Umfelds (wie Bass Sultan Hengzt) später durch die Unterstützung Sidos Gelegenheit, sich in Videoclips auf den Musiksendern zu präsentieren und den eigenen Bekanntheitsgrad zu steigern.
Die Singleauskopplungen des Albums sind Mein Block, die sich in der Beathoavenz-Remix-Version bereits auf der Juice-CD befunden hatte, Fuffies im Club und Mama ist stolz.
Am 5. Januar 2007 berichtete Sido in der MTV-Show TRL, in der er seine Lieblingsvideos des Jahres 2006 präsentieren sollte, dass noch 10.000 Kopien von Maske verkauft werden müssen, damit das Album Platinstatus erreicht.

## Titelliste
| #  | Seite | Titel               | Features                                   | Produzent   | Länge |
| -- | ----- | ------------------- | ------------------------------------------ | ----------- | ----- |
| 1  | 1     | Interview           |                                            | Sido        | 2:17  |
| 2  |       | Aus’m Weg           |                                            | Sido        | 4:23  |
| 3  |       | Steig ein!          |                                            | Roe Beardie | 3:37  |
| 4  |       | Mein Block          |                                            | Roe Beardie | 4:08  |
| 5  | 2     | Maske               |                                            | Sido        | 3:28  |
| 6  |       | Mama ist stolz      |                                            | Sido        | 4:17  |
| 7  |       | Sido und die Drogen |                                            |             | 1:37  |
| 8  |       | Endlich Wochenende  |                                            | Roe Beardie | 3:44  |
| 9  |       | 3 Leben             | Tony D und Mesut                           | Beathoavenz | 4:34  |
| 10 | 3     | Knast               | MOK                                        | Sido        | 5:22  |
| 11 |       | Taxi                | Olli Banjo                                 | Roe Beardie | 3:06  |
| 12 |       | Fuffies im Club     |                                            | Roe Beardie | 3:47  |
| 13 |       | Was hat er?         | Olli Banjo                                 | Roe Beardie | 4:09  |
| 14 | 4     | Glas hoch!          | Harris                                     | Beathoavenz | 4:59  |
| 15 |       | Die Sekte           | B-Tight, Tony D, Mesut, Fuhrmann und Bendt | B-Tight     | 5:04  |
| 16 |       | Ghettoloch          |                                            | Roe Beardie | 3:58  |
| 17 |       | Sido aus’m Block    |                                            | Bommer      | 1:21  |

| #  | Titel                     | Features                                   | Produzent   | Länge |
| -- | ------------------------- | ------------------------------------------ | ----------- | ----- |
| 1  | Interview                 |                                            | Sido        | 2:17  |
| 2  | Aus’m Weg                 |                                            | Sido        | 4:23  |
| 3  | Steig ein!                |                                            | Roe Beardie | 3:37  |
| 4  | Mein Block                |                                            | Roe Beardie | 4:08  |
| 5  | Maske                     |                                            | Sido        | 3:28  |
| 6  | Mama ist stolz            |                                            | Sido        | 4:17  |
| 7  | Sido und die Drogen       |                                            |             | 1:37  |
| 8  | Arschficksong (Relax Mix) |                                            | Sido        | 4:27  |
| 9  | 3 Leben                   | Tony D, Mesut                              | Beathovenz  | 4:34  |
| 10 | Knast                     | MOK                                        | Sido        | 5:22  |
| 11 | Taxi                      | Olli Banjo                                 | Roe Beardie | 3:06  |
| 12 | Fuffies im Club           |                                            | Roe Beardie | 3:47  |
| 13 | Was hat er?               | Olli Banjo                                 | Roe Beardie | 4:09  |
| 14 | Glas Hoch!                | Harris                                     | Beathovenz  | 4:59  |
| 15 | Die Sekte                 | B-Tight, Tony D, Mesut, Fuhrmann und Bendt | B-Tight     | 5:04  |
| 16 | Ghettoloch                |                                            | Roe Beardie | 3:58  |
| 17 | Sido aus’m Block          |                                            | Bommer      | 1:21  |
| 18 | G mein Weg                |                                            | Sido        | 4:18  |

Interview
Interview ist das Intro des Albums. Sido spielt sich und einen Interviewer, der ihm Fragen stellt, die von Sido dann beantwortet werden. So berichtet er, dass er 1,86 m groß ist, 72 kg wiegt, eine Brille trägt, in West-Berlin lebt, dass er viele Drogen nimmt, bei Aggro Berlin unter Vertrag steht und dass seine Texte „vom Leben geschrieben“ werden.
Aus’m Weg
Der erste Battle-Track des Albums. Dieser enthält auch einen Seitenhieb in Richtung Staiger. Die Zeilen des Songs werden immer mit dem ersten Buchstaben des Satzes eingeleitet (Bsp.: „M wie: Mach ein Track, zeig ihn mir, ich find ihn schlecht / M wie Mama hat gesagt: ‚Keiner hat Recht‘ / M wie MCs in Deutschland passt auf, hier kommt ein M wie Mann, hört ihm zu, er hats drauf!“).
Steig ein
Der Text fordert den Hörer auf, in einen imaginären Wagen einzusteigen, um ihm „seine Stadt“ zu präsentieren. Er erzählt von den „schönen Seiten“ (Villen), sowie von den dunklen ghettoähnlichen Seiten Berlins. Gleichzeitig drückt er seine Liebe zu Berlin aus. Steig ein wurde bereits im Videoclip des Remixes von Mein Block angespielt.
Mein Block
Sidos erste Single und sein endgültiger Durchbruch im Musikfernsehen. Der Track ist eine Hymne an seinen ehemaligen Block in seiner Heimatstadt Berlin und die Antwort auf den Song Mein Block von Blumentopf. Der von den Beathoavenz produzierte Remix, der im Videoclip zu hören ist, war bereits auf der Aggro Ansage Nr. 3 zu finden. Dennoch konnte die Single gute Chartplatzierungen in den Top 20 erreichen. Im gleichnamigen Video ist zum ersten Mal Tony D zu sehen, er spielt „den Typ mit dem Schlagring“.
Maske
Der Titeltrack des Albums. Sido erklärt, dass es ihm egal ist, was die Leute über ihn, seine Vergangenheit und seine Maske denken. Des Weiteren soll das Lied Sido als harten Kerl, der „Geld, Sex, Gewalt und Drogen“ als Hauptthemen seines Lebens sieht, darstellen.
Mama ist stolz
Die dritte Single des Albums, die in einer normalen und in einer limitierten Punkrock-Version erschienen ist. Mama ist stolz ist der persönlichste Song des Albums und befasst sich mit dem Thema, dass Sidos Mutter immer hinter ihm gestanden habe. Sido erreichte zusammen mit der Band Brainless Wankers beim von Stefan Raab initiierten Bundesvision Song Contest mit dem Lied den dritten Platz für ihr Bundesland Berlin.
Sido und die Drogen
Sido und die Drogen ist der einzige Skit des Albums und damit kein Lied. Es ist die Einleitung zum folgenden Track Endlich Wochen Ende. Sido schafft es auf dem Skit, aufgrund der Einnahme von Drogen, nicht seinen Text einzurappen, bis er schließlich aus dem Aufnahmestudio geworfen wird, um „runterzukommen“.
Endlich Wochenende
Der umstrittenste Song und einziger Grund für die Indizierung von Maske. Sido beschreibt ein Wochenende in seinem Leben, an dem er sich zusammen mit seinen „Homies“ Egon & Manfred von den verschiedensten Drogen berauschen lässt und daraufhin in Prügeleien und Ähnliches gerät. Der Titel von Sidos Biografie „Ich will mein Lied zurück“ spielt auf die Indizierung an.
3 Leben
Features: Tony D & Mesut. Sido rappt, was sich wie ein roter Faden durch das Album zieht, über seine ghettoähnliche Vergangenheit. Mesut und das heutige Aggro-Mitglied Tony D zeigen ihre Sicht der Dinge auf und bringen individuelle Probleme wie das Verhalten in der Gruppe mit ein.
Knast
Der Track beginnt mit einem Telefonat zwischen Sido und dem Inhaftierten MOK, der Mitglied der Sekte ist. Sido rappt über die Gefahren ins Gefängnis zu kommen und empfiehlt, vor einer Schlägerei die Konsequenzen zu bedenken.
Taxi
Feature: Olli Banjo. Der Track handelt davon, dass Sido eine Bank ausraubt und mit Hilfe eines Fluchttaxis, dass von Olli Banjo geführt wird, entkommt. Unterwegs wird von der Verfolgungsjagd mit der Polizei im Radio berichtet, und die Rapper berichten aus ihrem Leben. Taxi ist laut einen Fernsehinterview mit Sido der einzige Song des Albums, der nicht von Sidos Leben handelt, sondern eine fiktive Geschichte erzählt.
Fuffies im Club
Die zweite Singleauskoppelung von Maske. Der Rapper prahlt damit, dass er „dicke Scheine“ durch Clubs wirft und dass dies Frauen anziehend finden. Der Beat ist an die Mission: Impossible-Melodie angelegt. Das Video wurde in einer Berliner Diskothek names Rush Hour gedreht. Im Video zu sehen sind neben Sido auch die Rapper Fler und Harris. Harris ist auch in dem Remix zu hören, der im Clip angespielt wird. Das Video endet mit einer Verhaftung von Sido und Harris. Das Lied stand Pate für verschiedene Disstracks, unter anderem von Bushido und anderen Liedern, die darauf anspielten, wie zum Beispiel Frauenarzt Hunnies im Club.
Was hat er?
Feature: Olli Banjo. Olli Banjo trägt die Hookline zu diesem Song bei. Sido berichtet über die Problematik, dass Groupies, mit denen er Geschlechtsverkehr hat, sich nicht von ihm trennen können. Er ist aber nur an dem One-Night-Stand interessiert und rät den Frauen, sich anderweitig zu orientieren.
Glas hoch
Feature: Harris. In „Glas hoch“ treten Sido und Harris erstmals als Deine Lieblings Rapper auf. Wie im Track erwähnt, wurde der Beat von den Beathoavenz produziert. Es handelt sich um einen Partysong, der inhaltlich von Performances auf der Bühne und der anschließenden Party handelt.
Die Sekte
Features: B-Tight, Tony D, Mesut, MOK, Fuhrmann und Bendt. Mit Die Sekte stellt Sido seine Crew, die teilweise bei Aggro Berlin, ansonsten bei Sidos und B-Tights Label Sektenmuzik unter Vertrag stehen, vor. Jedes Mitglied hat ein bis zwei kurze Strophen.
Ghettoloch
Dieser Track befasst sich mit Sidos Vergangenheit im Märkischen Viertel, seiner Situation zur Zeit der Veröffentlichung des Albums und seiner Zukunft, von der sich Sido noch mehr Erfolg verhofft.
Sido aus’m Block
Ein kurzes Lied, dessen Beat von Bläsern gespielt wird und auf den Song Jenny from the Block von Jennifer Lopez anspielt. Inhaltlich sagt Sido, dass er trotz seines Erfolgs, der Junge aus dem Berliner Stadtteil MV bleibt. Sido aus’m Block wurde bereits im Videoclip zur Single Mein Block angespielt.

Cover der Single Mein Block
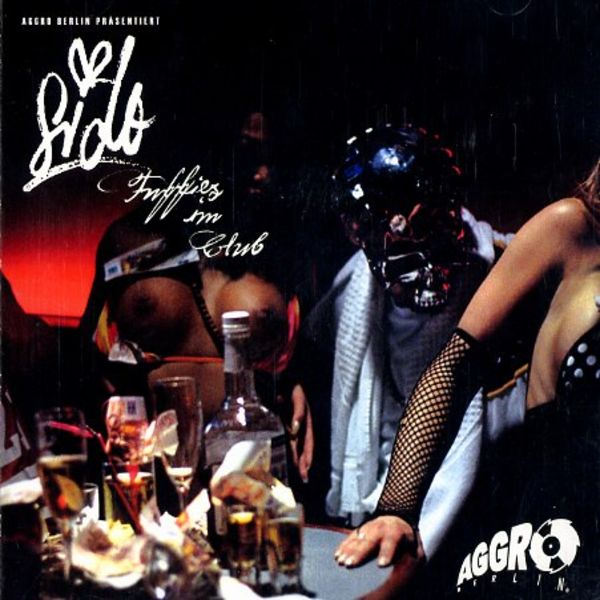
Cover der Single Fuffies im Club
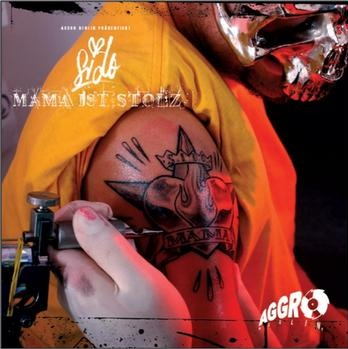
Cover der Single Mama ist stolz

## Gastbeiträge

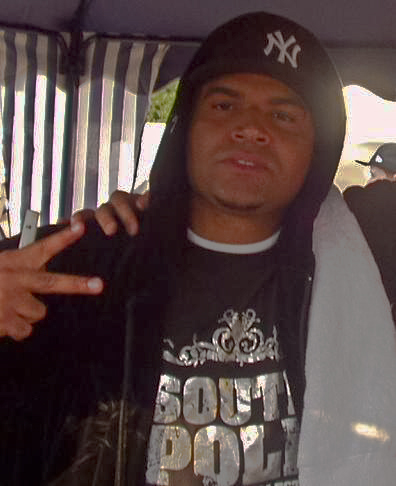
Rapper Olli Banjo im Jahr 2006

Auf Maske werden einige Gastrapper vorgestellt. Auf dem Stück Für die Sekte sind die Anfang 2004 zur Hip-Hop-Crew „Die Sekte“ gehörenden Rapper vertreten. Diese sind B-Tight und Tony D, welche heute beide einen Vertrag bei Aggro Berlin haben, sowie Mesut, Fuhrmann und Bendt. Tony D und Mesut sind außerdem auf dem Lied 3 Leben zu hören.
Ein weiterer Gastmusiker ist Rapper Harris, der durch seine Zusammenarbeit mit Dean Dawson unter dem Crew-Namen Spezializtz bekannt wurde. Er tritt zusammen mit Sido auf Maske erstmals unter dem Gruppennamen Deine Lieblings Rapper auf. Im Jahr 2005 folgte das gemeinsame Album Dein Lieblings Album der beiden Hip-Hop-Musiker.
Auf dem Stück Knast ist der Berliner Rapper MOK, der zur Zeit der Veröffentlichung von Maske eine Haftstrafe verbüßte, durch ein Telefongespräch mit Sido vertreten.
Des Weiteren ist der bei Headrush Records unter Vertrag stehende Musiker Olli Banjo zu nennen. Dieser hat mit Sido die Musikstücke Taxi und Was hat er? aufgenommen. Im Gegenzug ist Sido auch auf dem im Jahr 2004 veröffentlichten Mixtape Sparring von Banjo vertreten.

## Produktion
An der Entstehung von Maske waren fünf verschiedene Hip-Hop-Produzenten beteiligt. Als Hauptproduzent tritt Roe Beardie, welcher einer der Gründer des Labels Headrush Records ist, auf. Dieser hat die Produktion der Lieder Endlich Wochen Ende, Ghettoloch, Mein Block, Steig Ein, Taxi, Fuffies im Club und Was hat er? übernommen. Das Produzenten-Duo Beathoavenz übernahm die musikalische Gestaltung der beiden Stücke 3 Leben und Glas Hoch. Außerdem produzierten sie den Remix zu Mein Block und Berlin, Berlin, welche auf der Single zum Track Mein Block erschienen. Des Weiteren produzierte Sido selbst, unter dem Pseudonym sido Gold, die Lieder Interview, Aus’m Weg, Maske, Mama Ist Stolz und Knast. Außerdem produzierte er den Remix des Arschficksongs, welcher lediglich auf der zensierten X-Version zu finden ist. Ein weiterer Beat stammt von Bommer. Dieser übernahm die Produktion für das letzte Stück Sido Aus’m Block. Außerdem produzierte B-Tight, unter seinem Pseudonym Beatight, das Lied Die Sekte. Der nur auf der X-Version enthaltene Track G mein Weg wurde von Paul NZA produziert.

## Cover
Das Cover wurde von Specter designt. Es zeigt die als Mischung aus einem Totenkopf und einem Shure-Mikrofon designte Maske des Rappers. Diese ist auf Rosen gebettet um nach Angabe von Sido weibliche Fans anzusprechen.

## Indizierung

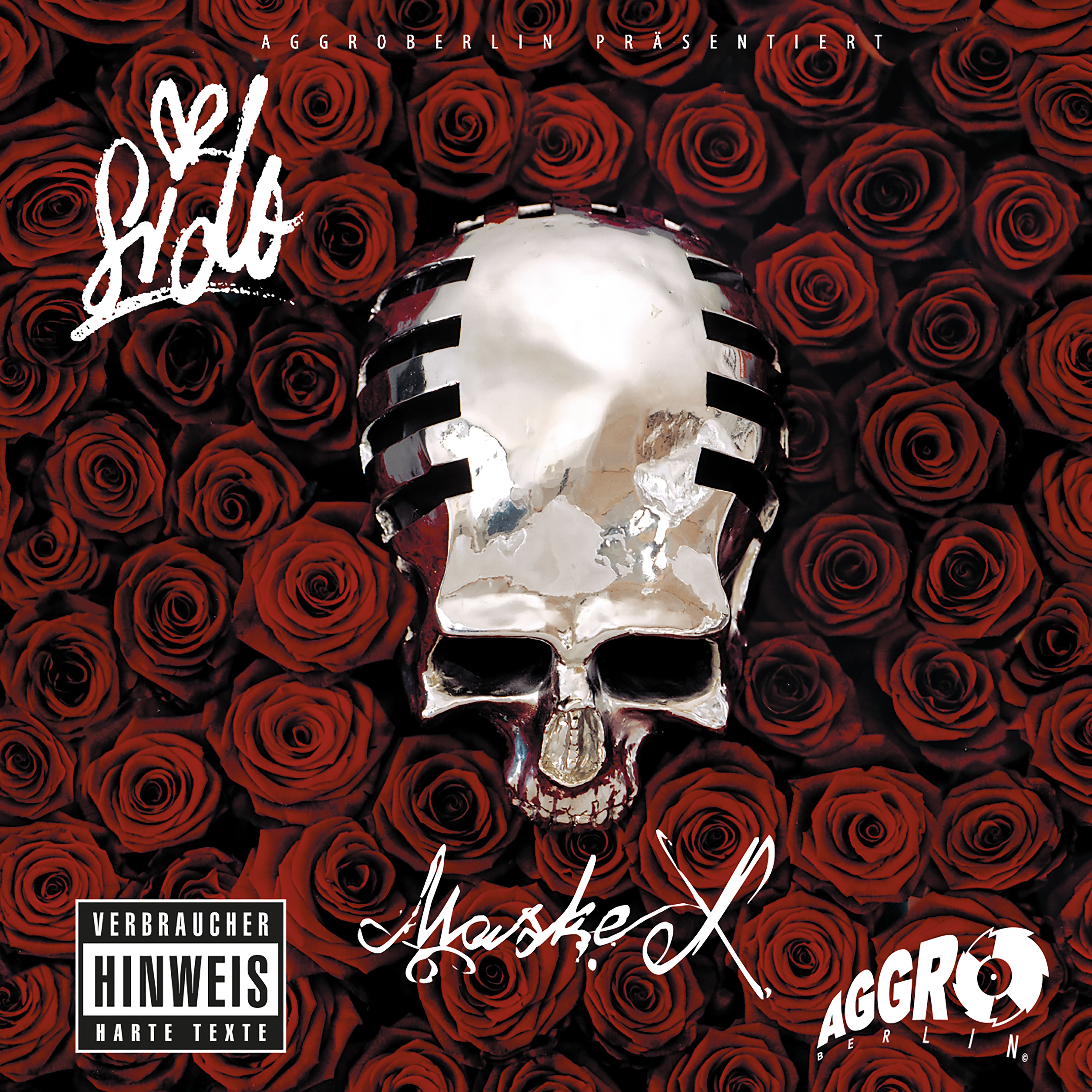
Sido Maske X Cover

Die Bundesprüfstelle für jugendgefährdende Medien unterzog das Album einer Prüfung und beschloss, es auf den Index zu setzen. Ausschlaggebend war der Track Endlich Wochen Ende, auf dem – laut Bundesprüfstelle – die Einnahme von Drogen glorifiziert wird. Das Label zog gegen die Prüfstelle vor Gericht und behauptete, der Text, in dem der Künstler auf die Gefahren bei der Einnahme von Drogen hinweisen wolle, wäre eine kritische Auseinandersetzung mit dem Drogenkonsum. Das Verwaltungsgericht Köln bestätigte in seinem Urteil vom 17. Februar 2006 die Auslegung der Bundesprüfstelle. Das Verwaltungsgericht attestierte Sido in der Urteilsbegründung, ein Image als Drogenkonsument zu pflegen. Das Thema Drogen würde in dem beanstandeten Lied bewusst verherrlicht und verharmlost werden.
Als Reaktion erschien im November 2005 Maske X, das alle Songs des Vorgängers enthielt, mit der Ausnahme, dass Endlich Wochenende fehlte und durch den Arschficksong (Relax Mix) und G mein Weg ersetzt wurde.